# 薩利機長：哈德遜奇蹟
《薩利機長：哈德遜奇蹟》（英語：Sully，又稱Sully: Miracle on the Hudson）是一部於2016年上映的美國傳記劇情電影，由克林·伊斯威特執導，陶德·柯馬爾尼茲基（Todd Komarnicki）編劇，改編自全美航空1549號班機事故當事人切斯利·「薩利」·沙林博格機長的回憶錄《最高職責》。湯姆·漢克斯在片中飾演蘇倫柏格，亞倫·艾克哈特、蘿拉·琳妮、安娜·岡恩、沃特姆·里瑟、赫特·麥卡藍、傑米·謝爾丹與傑瑞·費拉拉等人飾演配角。劇情講述2009年1月，蘇倫柏格駕駛著引擎停擺的飛機迫降在哈德遜河上，乘客與機組成員共155人皆倖免於難。事後，蘇倫柏格面臨著隨之而來的媒體壓力及一連串的調查。
該片的發展始於2010年，當時製片人法蘭克·馬歇爾與艾琳·史都華（Allyn Stewart）取得了《最高職責》的電影改編權。主演湯姆·漢克斯與亞倫·艾克哈特分別於2015年6月及8月加盟劇組。《薩利機長：哈德遜奇蹟》的主體拍攝始於2015年9月28日，拍攝地點包含美國的紐約市、亞特蘭大、洛杉磯、北卡羅萊納州、霍洛曼空軍基地及紐澤西州。電影於2015年11月25日殺青。全片幾乎都是用阿萊Alexa攝影機拍攝而成。
《薩利機長：哈德遜奇蹟》於2016年9月2日在第43屆特柳賴德影展上首映，並於9月9日由華納兄弟在美國發行（含IMAX版本），最終全球總票房超過2.4億美元。該片獲得正面為主的評價和許多獎項的肯定，影評人主要稱讚湯姆·漢克斯的表現及克林·伊斯威特的導演功力，但也有影評人認為該片過於沉悶及單調，片中對國家運輸安全委員會（NTSB）的描述也引發了爭議。該片的DVD及藍光光碟於2016年12月20日發布。

## 劇情
2009年1月15日，全美航空的機長切斯利·「薩利」·蘇倫柏格及副機師傑夫·史凱斯登上全美航空1549號班機，從紐約拉瓜地亞機場飛往北卡羅來納州夏洛特道格拉斯國際機場。起飛後不久，班機在約2,800英尺（約850米）處發生鳥擊事故，造成兩具引擎停擺，薩利因無法到達最近的機場，便讓班機迫降在哈德遜河上，機上的155名乘客及機組人員倖免於難。新聞界及公眾讚頌他為英雄；然而，此事讓薩利患上創傷後壓力症候群，不可避免地反複想像到飛機撞到一座建築物的情景，且隨之而來的媒體也令薩利和他的妻子蘿瑞吃不消。
薩利得知，根據飛機通信尋址與報告系統（ACARS）的初步數據顯示，左引擎仍處於次空轉狀態，仍有動力。理論上來說，這讓他有能力飛返拉瓜地亞機場或飛往新澤西的泰特伯勒機場降落。國家運輸安全委員會（NTSB）表示，他們透過精密的電腦測試，就算失去引擎，班機仍有能力在拉瓜地亞機場或泰特伯勒機場降落。儘管如此，薩利堅稱，兩具引擎皆已停擺，且時間、速度及高度皆不允許他在任何機場安全著陸。他意識到，委員會認為這起事故可能是駕駛員的疏失，而這將導致他的職業生涯劃下句點。
薩利請人安排由真人駕駛員操作的模擬測試，並將結果傳到聽證會。兩次模擬測試（拉瓜地亞和泰特伯勒機場各一次）皆成功著陸。薩利認為這不夠真實，因為駕駛員提前得知他們將面臨的情況及接下來的迫降方案，且能多次練習及模擬。在現實中，駕駛員決定變換航程前一定會花費一些時間來進行檢查。委員會同意，讓應變時間減少35秒後重新進行模擬。在調整後，兩座機場的模擬測試皆以墜毀作結。委員會也宣布，尋回的引擎的分析結果證實了薩利的說法，引擎的確在鳥擊後停擺。委員會做出了結論：薩利做出了正確的選擇，挽救了機上所有人的性命。

## 角色
- 湯姆·漢克斯飾演切斯利·「薩利」·蘇倫柏格，全美航空1549號班機的機長，在兩具引擎停擺的狀態下決定讓飛機迫降在哈德遜河上。

蘇倫柏格讓導演克林·伊斯威特聯想到演員詹姆斯·史都華，於是他們找上人稱「現代版詹姆斯·史都華」的湯姆·漢克斯。漢克斯形容蘇倫柏格為「一名謙卑、保持微笑，只是堅守工作崗位的英雄」，並表示，他認為飾演蘇倫柏格最難的部分是必須演出一副很有經驗的樣子，呈現出本尊的專業能力。為了飾演白髮蒼蒼的蘇倫柏格，漢克斯花費了許多時間化妝。漢克斯與艾克哈特透過維珍航空的飛行模擬訓練器來練習。
- 亞倫·艾克哈特飾演傑夫·史凱斯（英语：Jeffrey Skiles），全美航空1549號班機的副機師[10]。

艾克哈特表示，「飾演一名真實存在且仍在世的人物是件相當艱鉅的事，因為他們必須承受你努力的結果」。
- 蘿拉·琳妮飾演蘿瑞·蘇倫柏格（Lorraine Sullenberger），切斯利·「薩利」·蘇倫柏格的妻子[10]。

該片為琳妮繼《一觸即發》（1997年）及《神秘河流》（2003年）後第三部與伊斯威特合作的作品。
- 赫特·麥卡藍飾演麥克·克利（Mike Cleary），航空公司飛行員協會（英语：US Airline Pilots Association）（USAPA）主席[13]。

- 安娜·岡恩飾演伊莉莎白·戴維斯博士（Dr. Elizabeth Davis），國家運輸安全委員會（NTSB）官員。

岡恩表示，與伊斯威特合作是她夢寐以求的機會。
- 麥克·奧麥利與傑米·謝爾丹分別飾演查爾斯·波特（Charles Porter）及班·愛德華茲（Ben Edwards），NTSB官員。

- 傑瑞·費拉拉（英语：Jerry Ferrara）飾演麥克·德萊尼（Michael Delaney），警方的潛水員[15]。

費拉拉一直想與伊斯威特合作。他曾為伊斯威特的《紐澤西男孩》（2014年）及《美國狙擊手》（2014年）試鏡，但皆未被選上。片中跳下直升機的特技橋段由德萊尼本人負責。
- 山姆·杭汀頓飾演傑夫·柯羅傑（Jeff Kolodjay），全美航空1549號班機上的乘客，與父親一同搭機[17]。

- 薇勒莉·馬哈菲（英语：Valerie Mahaffey）飾演黛安·希金斯（Diane Higgins），全美航空1549號班機上的乘客，與母親露西爾·帕爾默（Lucille Palmer）一同搭機。

此外，沃特姆·里瑟在片中飾演泰絲·索莎（Tess Sosa），全美航空1549號班機上一名攜帶著嬰兒的女乘客。安·庫薩克與莫莉·哈根詮釋全美航空1549號班機的空姐唐娜·丹特（Donna Dent）及朵琳·威爾士（Doreen Welsh）。當年曾參與救援行動的救援隊成員勞勃·羅德里格斯（Robert Rodriguez）在片中客串飾演他本人。麥斯·阿德勒與韋恩·巴斯特厄普分別飾演全美航空1549號班機上的乘客吉米·斯特凡尼克（Jimmy Stefanik）及布萊恩·凱利（Brian Kelly）。凱蒂·庫瑞克在片中客串出鏡。麥克·拉帕波特、傑夫·科伯、莫莉·貝爾納與克里斯·鮑爾分飾酒保彼特（Pete）、L·T·庫克（L. T. Cook）、愛莉森（Alison）與賴瑞·魯尼（Larry Rooney）。曾參與該事故的救援行動的渡輪船長文森·彼得·倫巴迪（Vincent Peter Lombardi）參演了電影，飾演他本人。電影中的部分救難人員及警員由真正的救難人員及警員飾演。一些紅十字會的成員亦有客串片中。除此之外，劇組還找來了大批當年曾參與事件的市民來拍攝該片。

## 製作

### 發展
在2009年的全美航空1549號班機事故之後，製片人法蘭克·馬歇爾在哈里森·福特的介紹下認識了切斯利·蘇倫柏格，並在購買蘇倫柏格回憶錄《最高職責》的時候與蘇倫柏格夫婦見到一面。馬歇爾將這本回憶錄介紹另外兩位製片人艾琳·史都華（Allyn Stewart）與奇普·尼爾森（Kipp Nelson），史都華與尼爾森對改編這則故事產生興趣，兩人去蘇倫柏格家中拜訪，並聽他親口述說國家運輸安全委員會（NTSB）在幕後對他的調查，一段讓他痛苦不堪、差點身敗名裂的經歷。馬歇爾等人原本擔心該書籍是否能改編成電影，因該故事早已廣為大眾所知，但蘇倫柏格述說的故事並未公開過，讓他們有了絕佳的電影素材。馬歇爾與史都華在2010年正式買下回憶錄的電影改編權，並聘請陶德·柯馬爾尼茲基（Todd Komarnicki）來編寫劇本。柯馬爾尼茲基表示，編劇的困難之處不在於處理迫降在河上的橋段，因為大家早已知之甚詳，真正困難的是事後調查的部分。蘇倫柏格在電影上映前受訪表示，他希望該片能圍繞著「人們共同的人性」，並指出該次事件是在2008年的經濟大衰退後發生的：「人們懷疑一切事物是否皆與自利及貪婪有關。他們質疑人的本性。然後眾人無私的互助合作，促成了一件非常重要的事情。我認為這給了大家懷有一絲希望的機會，在這個時候，我們所有人都需要它」。
2015年6月2日，《好萊塢報導》的獨家報導稱，克林·伊斯威特的下一部導演作品即是馬歇爾手中的《薩利機長：哈德遜奇蹟》。伊斯威特在導演之餘，也和馬歇爾、史都華與提姆·摩爾（Tim Moore）一同擔任製片人，而史蒂夫·莫尼陳（Steven Mnuchin）、尼爾森及布魯斯·貝爾曼則是該片的執行製片人。6月中旬，湯姆·漢克斯正為飾演蘇倫柏格一事與華納兄弟進行討論。8月，亞倫·艾克哈特、蘿拉·琳妮、赫特·麥卡藍與傑米·謝爾丹加入劇組。傑瑞·費拉拉於9月簽約出演電影。10月，據報導，麥斯·阿德勒、山姆·杭汀頓與韋恩·巴斯特厄普加入了主演的行列。

### 拍攝
《薩利機長：哈德遜奇蹟》的主體拍攝始於2015年9月28日，地點位在美國紐約市，由長期與伊斯威特合作的湯姆·史登掌鏡。10月15日，劇組在亞特蘭大取景，並將亞特蘭大市中心的一棟建築布置成紐約市的酒店進行拍攝。拍攝作業於2015年11月24日結束。就上映時間來看，《薩利機長：哈德遜奇蹟》是第一部幾乎全片都用Alexa IMAX65數位攝影機拍攝的電影。電影的剪輯由布魯·穆雷（Blu Murray）負責，此前他有11年在伊斯威特的作品中擔任助理，此次伊斯威特給了他首次擔當該職的機會。
該片耗資6,000萬美元製作，大多數的預算都花在洛杉磯，迫降及疏散的過程皆在那裡的華納兄弟製片廠及環球影業攝影棚攝製。劇組將一架空中巴士A320拆解，運到環球影城的瀑布湖（Falls Lake）重新組裝，並替飛機裝設了350噸重的平衡環。平衡環裡有五個液壓滾輪，其中三個能讓飛機上下移動，另外兩個則能讓飛機左右搖晃。劇組亦在北卡羅萊納州、新墨西哥州的霍洛曼空軍基地及紐澤西州的卡尼取景。劇組在紐約市拍攝了所有的廣角鏡頭，並在後期製作中透過特效將飛機加入片中。

### 配樂
該片的配樂由克里斯汀·雅各、克林·伊斯威特及提爾妮·莎頓樂團譜寫並演奏。片中的主題曲《Flying Home》由伊斯威特寫詞。《薩利機長：哈德遜奇蹟》的原聲帶於2016年10月7日由瓦雷澤·薩拉班德唱片以數位形式發行，並於10月28日推出實體CD。
| 曲目列表 | 曲目列表                          | 曲目列表 |
| 曲序     | 曲目                              | 时长     |
| -------- | --------------------------------- | -------- |
| 1.       | Sully Suite                       | 9:25     |
| 2.       | Sully Wakes Up                    | 2:41     |
| 3.       | Flying Home（主題曲）             | 3:00     |
| 4.       | Boarding                          | 0:40     |
| 5.       | Hospital                          | 2:02     |
| 6.       | F4 Malfunction                    | 2:20     |
| 7.       | Hudson View                       | 2:22     |
| 8.       | Sully Reflects                    | 1:31     |
| 9.       | I Could Have Lost You             | 1:07     |
| 10.      | Arrow                             | 3:18     |
| 11.      | Sully Running                     | 1:00     |
| 12.      | Times Square                      | 1:27     |
| 13.      | Simulation                        | 4:57     |
| 14.      | Sully Doubts                      | 2:37     |
| 15.      | Vindication                       | 1:13     |
| 16.      | Grey Goose With A Splash Of Water | 3:11     |
| 17.      | Sauna                             | 2:04     |
| 18.      | Rescue                            | 2:19     |
| 19.      | Flying Home                       | 4:07     |
| 总时长： | 总时长：                          | 51:21    |

## 上映與市場營銷

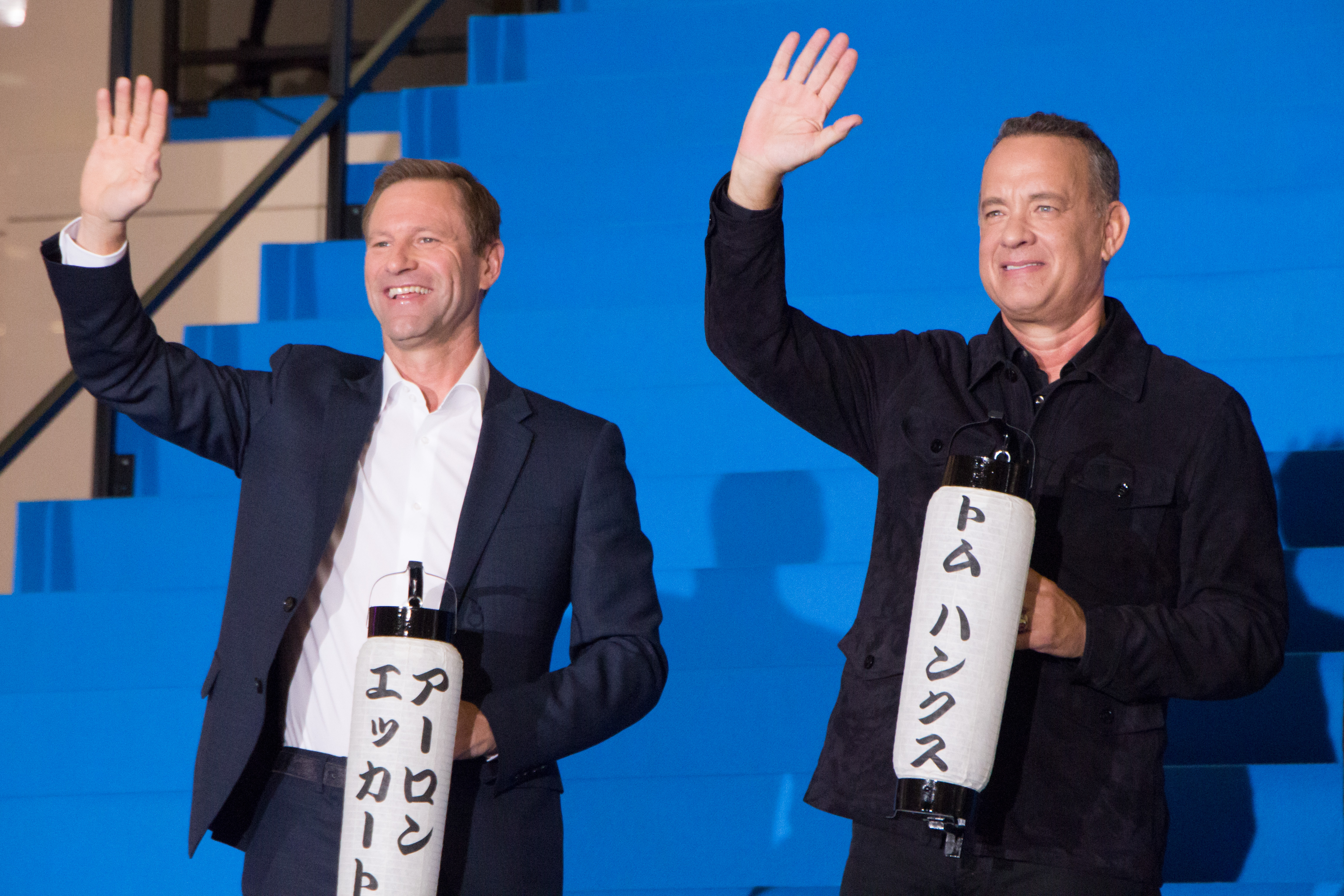
2016年9月15日在東京，亞倫·艾克哈特與湯姆·漢克斯出席日本首映禮

《薩利機長：哈德遜奇蹟》於2016年9月2日在第43屆特柳賴德影展上首映，並於9月9日在美國上映（含IMAX版本），發行商為華納兄弟。在決定將該片排定於2016年上映時，華納兄弟的高層考慮到許多給大人看的劇情片都在9月或10月下旬才上映，便打算把電影排在勞動節的週末上映。這表示該片的發行日期將與911襲擊事件的15週年紀念撞期，華納兄弟的高層對此感到相當憂心，因爲片中包含飛機撞上摩天大樓的場景（與911襲擊事件相似）。儘管如此，華納兄弟國內營銷部門的主管傑夫·戈德茨坦（Jeff Goldstein）和他的團隊仍決定在該檔期上映，因為該片「講述了一個希望的故事，以及一位盡忠職守的真英雄」。不過據編劇陶德·柯馬爾尼茲基的說法，該片的發行日期是巧合而非刻意。他表示，華納兄弟之所以會將該片排在這個檔期上映是因為IMAX劇院有限：在夏季，這些IMAX劇院通常都會被強檔電影包走；而在聖誕節期間，IMAX劇院又會被《星際大戰》電影給佔走。
電影的首支預告片於2016年6月29日釋出。IMAX版本的預告於8月19日發布。美國電影協會（MPAA）以片中有「一些驚險場面及髒話」為由將電影評為PG-13級，意味著片中含有部分家長可能認為不適合13歲以下觀眾觀看的內容，建議家長需特別注意。

## 迴響

### 評價
《薩利機長：哈德遜奇蹟》收穫了多數影評人的正面評價。影評匯總網站爛蕃茄上收集的346篇專業影評文章中，有293篇給予該片「新鮮」的正面評價，「新鮮度」為85%，平均得分7.2分（滿分10分），該網站對電影的共識性評價寫道「正如同片中鼓舞人心、技藝精湛的主人翁，《薩利機長：哈德遜奇蹟》善用了來自其主演及導演的高超表現，來對日常生活中的英雄致上一些無聲的敬意」，而Metacritic則根據46篇評論文章，其中35篇予以好評，無差評，11篇褒貶不一，給出平均分74（滿分100），綜合結果為「普遍良好的評價」。據CinemaScore進行的調查，觀眾的平均評價於A+至F間落於「A」。美國電影學會（AFI）將該片排在年度十大電影名單中的第九名。
《綜藝》雜誌的彼得·迪布吉（Peter Debruge）給予該片好評，並稱讚了湯姆·漢克斯的表現，「漢克斯的表現既經典又強大，很快的，我們便忘了自己正看著一名演員」。IGN的影評人賽門·湯普森（Simon Thompson）給予該片9分（滿分10分）的評價，稱《薩利機長：哈德遜奇蹟》是一部「美麗且和諧，卓越又細膩的感人電影」，並稱該片是「湯姆·漢克斯從影以來的最佳演出」。同時，湯普森也指出導演克林·伊斯威特的手法「美妙又濃厚」。《紐約時報》的曼諾拉·吉斯亦稱讚了伊斯威特的導演功力，表示該片「不會讓你失望」。
《好萊塢報導》的影評人陶德·麥卡錫稱該片為一部「優雅且具說服力的紀錄片」。《滾石》雜誌的彼得·崔維斯給出了3.5顆星（滿分4顆）的分數，寫道「該片透過深入發掘贏得你的目光及尊敬」，並稱《薩利機長：哈德遜奇蹟》「讓人眼界大開」。《芝加哥太陽報》的理察·羅珀給出了4顆星的滿分好評，稱該片為「振奮人心的電影」，並讚譽漢克斯的表現「令人難忘」。此外，羅珀亦稱讚了電影的剪輯與視覺效果。
相反的，《時代雜誌》的約翰·安德森（John Anderson）給出了負面評論，表示該片有些沉悶。此外，他亦寫道，儘管與全美航空1549號班機事故相隔8年，但911襲擊事件仍在電影中縈繞不去：掠過紐澤西州的天際線的飛機，讓人聯想到大樓倒塌的那一天。安德森表示，從這一切可以看出電影對恐怖攻擊的隱喻以及導演對美國前景走向的不滿。《芝加哥讀者報》的J·R·瓊斯（J. R. Jones）給出1顆星（滿分4顆）的負評，寫道「正如克林·伊斯威特的《薩利機長：哈德遜奇蹟》呈現出來的那樣，哈德遜奇蹟其實不是一個拍電影的好題材」。《底特律新聞報》的亞當·古溫漢（Adam Graham）給出「C+」的評分，表示「從這部電影可以看出，伊斯威特急著了事去拍別部片」。

### 票房
截至下檔日，《薩利機長：哈德遜奇蹟》在美國及加拿大地區共累積了1.25億美元的票房，加上來自其他地區的1.15億美元，全球票房共計2.4億美元，而其製片預算則是6,000萬美元。IMAX方面，該片在首映當天透過全球各地的523家IMAX放映廳收穫510萬美元的票房，打破2D電影的9月IMAX開畫票房紀錄，原保持者為2014年的《移動迷宮》（420萬美元）。最終，電影在IMAX方面進帳了1,000萬美元的票房。

#### 美國與加拿大

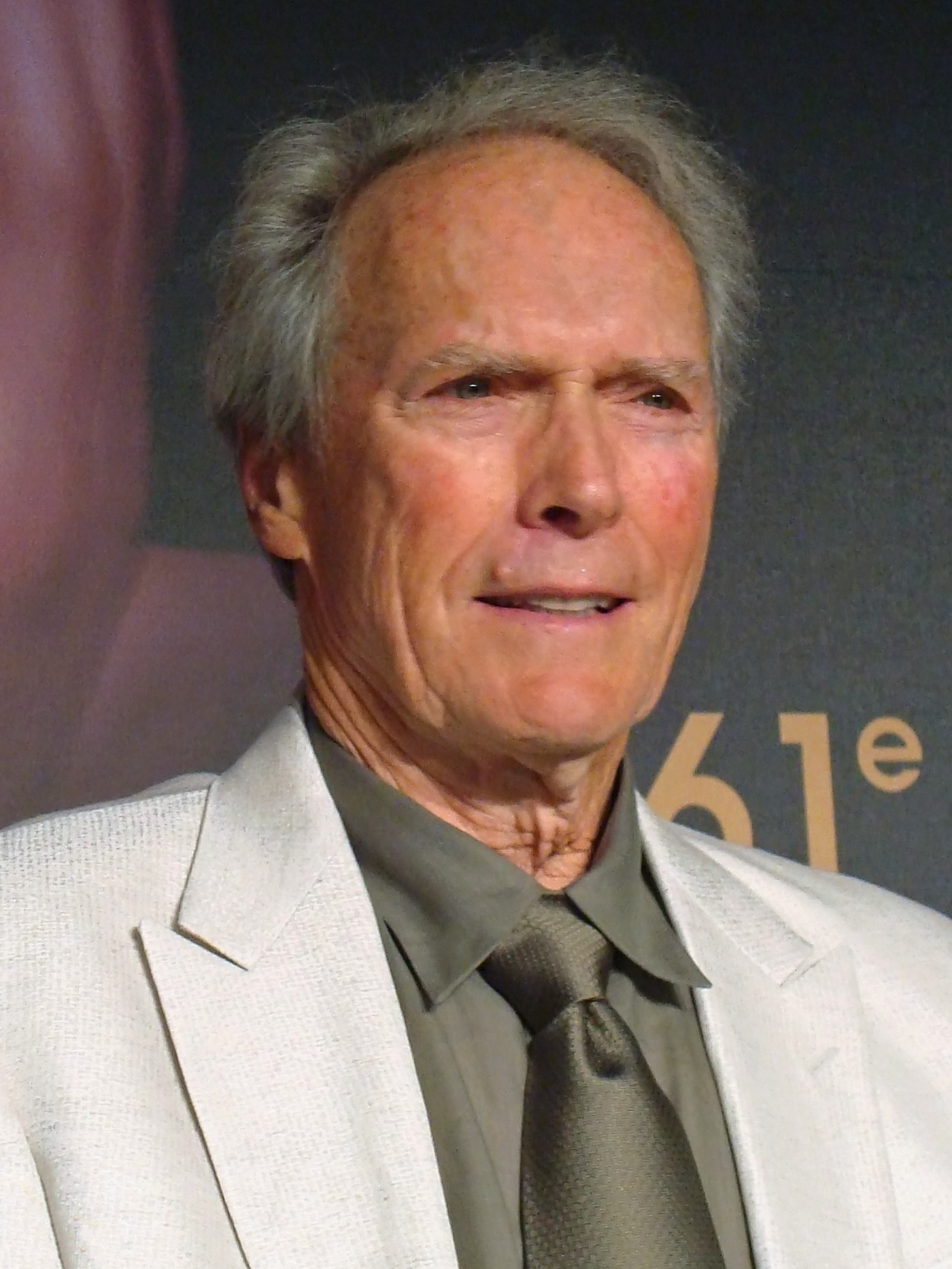
《薩利機長：哈德遜奇蹟》為導演克林·伊斯威特的職業生涯中，北美地區首映當天票房第二高的電影，僅次於《美國狙擊手》（2014年）

在美國及加拿大，《薩利機長：哈德遜奇蹟》與同期上映的《鬼開門》、《驚魂契約》及《魯濱遜漂流記》共同競爭，《好萊塢報導》及《綜藝》雜誌推測該片能在首週末透過3,525家電影院（其中375家能放映IMAX版本）進帳2,500萬美元，而Box Office Mojo則預計該片將在首週末收穫3,100萬美元。外界預估，該片的開畫成績可能會與湯姆·漢克斯的另一部作品《怒海劫》（2013年，2,570萬美元）及同樣與航空事故有關的電影《機密真相》（2012年，2,490萬）相去不遠。《薩利機長：哈德遜奇蹟》於美國的勞動節週末上映，根據既往的經驗，在勞動節上映的電影票房往往不盡理想；但Deadline.com指出，這個公式並不適合套用在每部電影，其票房成績取決於該電影的類型。據售票網站Fandango Media的資料顯示，電影的門票預售量超越了漢克斯的另一部作品《間諜橋》（2015年）的預售量。該片在星期四的午夜場透過2,700家電影院收穫135萬美元，為漢克斯職業生涯中最佳的成績；Box Office Mojo認為這是一個相當強勁的表現，考量到該片的午夜場正好與2016年NFL賽季的第一場比賽撞期。
首映當天，《薩利機長：哈德遜奇蹟》進帳了1,220萬美元（包含星期四的午夜場的收入）的票房，其中130萬美元來自IMAX版本。該片為導演克林·伊斯威特生涯中首映當天票房第二高的電影，僅次於《美國狙擊手》（2014年，3,000萬美元）。截止至首週末，電影已累積了3,500萬美元的票房，位居當週票房冠軍，並名列史上於9月上映的電影票房的前五名（若考慮到通貨膨脹的話則為第12名）。該成績僅次於伊斯威特的《美國狙擊手》（8,900萬美元），位列伊斯威特的作品中第二佳的首週末票房成績。同時，該片也是漢克斯的真人作品中第三高的首週末票房成績，次於《達文西密碼》（2006年，7,700萬美元）與《天使與魔鬼》（2009年，4,600萬美元）之後。電影在IMAX方面的票房表現也非常出色，僅在首週末就破紀錄地在375家IMAX放映廳上映，進帳了400萬美元，佔該週票房收入的11%。該成績打破了《私刑教育》（2014年，310萬美元）在2014年9月創下的紀錄。
華納兄弟與威秀電影對該片的票房表現興奮不已，電影院老闆亦是如此，因9月份正逢開學的時候，且電視台開始播出新節目，往往會使電影的票房下跌。《富比士》雜誌的史考特·曼德森（Scott Mendelson）預測，《薩利機長：哈德遜奇蹟》的票房有望達到1億美元，因為湯姆·漢克斯的作品往往都能「撐很久」，且該片的題材針對了那些平常都不會在首映週末去看電影的年長觀眾。Deadline.com指出，市場營銷是開畫成績的關鍵，儘管伊斯威特和漢克斯都沒有在社交媒體上露面，但其良好的口碑及影評人的積極評價亦助長了票房成績。電影在911襲擊事件的15週年紀念日首映，但華納兄弟國內營銷部門的主管傑夫·戈爾茨坦表示，這並未對電影產生重大的負面影響。據CinemaScore進行的調查，首映週末的觀眾中25歲以上的佔82%，35歲以上的佔80%，女性佔56%。39%的觀眾表示，漢克斯是他們進劇院看電影的主要原因。
隔週，儘管該片面臨與新片《追殺厄夜叢林》、《BJ有喜》及《神鬼駭客：史諾登》的激烈競爭，票房成績僅下跌了36%，最終仍收穫了2,160萬美元，蟬聯冠軍寶座。第三週，《薩利機長：哈德遜奇蹟》收穫了1,550萬美元，被新上映的《絕地7騎士》（3,470萬美元）及《送子鳥》（2,130萬美元）擠下，位居第三。到了第四週，該片進帳830萬美元，排名當週第五，總票房突破1億美元大關。
| 上一届： 《暫時停止呼吸》 | 2016年美國週末票房冠軍 第37週至38週 | 下一届： 《絕地7騎士》 |

#### 其他地區
該片同時也在全球的其他39個國家上映，從世界各地約3,600家電影院收穫了約1,050萬美元的票房。在IMAX版本方面，《薩利機長：哈德遜奇蹟》透過全球各地的148家IMAX電影院中進帳了110萬美元的票房。電影於俄羅斯的首週末票房為100萬美元，僅次於《賓漢》及《腸腸搞轟趴》，位居當週第三。該成績也使該片成為伊斯威特在俄羅斯首周末票房最高的作品。電影在阿拉伯聯合大公國進帳了100萬美元的票房。該片在澳大利亞上映的檔期適逢澳大利亞的父親節，共收穫240萬美元的票房。《薩利機長：哈德遜奇蹟》在中秋節期間於香港上映，票房收入為77.7萬美元。該片在日本收穫240萬美元，成為伊斯威特在日本第三賣座的電影，次於《美國狙擊手》及《來自硫磺島的信》（2006年）。該片在日本的總票房為1,320萬美元。在巴西發生拉米亞航空2933號班機空難後，華納兄弟宣布將巴西的上映日期從12月1日延至12月15日。截至2017年1月，《薩利機長：哈德遜奇蹟》已在巴西收穫了189萬美元的票房。
中國大陸方面，《薩利機長：哈德遜奇蹟》在一個競爭激烈的檔期（2016年12月9日）上映。該片於首映週末透過約5,000個大螢幕進帳550萬美元，最終累積票房約為6,230萬人民幣。
臺灣方面，該片於2016年9月8日上映，首映週末在臺北進帳了新臺幣1,008萬元的票房，僅次於上映第二週的韓國片《屍速列車》（新臺幣3,606萬元）排名當週第二；上映第三週時，《薩利機長：哈德遜奇蹟》以新臺幣470萬元的票房名列臺北當週票房冠軍；最終全臺票房為新臺幣9,888萬元。
香港方面，電影於2016年9月15日上映，首映週末收穫583萬港幣排名冠軍，並於次週進帳1,040萬蟬聯冠軍寶座。該片於2016年11月30日下檔，總票房1,455萬港幣。
除了北美以外，該片前四大的市場為日本（1,320萬美元）、澳大利亞（990萬美元）、英國（540萬美元）及義大利（510萬美元）。
| 上一届： 《屍速列車》 | 2016年台北週末票房冠軍 第39週 | 下一届： 《怪奇孤兒院》 |

### 榮譽
註：按照時間順序排列。
| 獎名                      | 頒獎日期       | 獎項                     | 入圍者 | 結果  | 來源                    |
| ------------------------- | -------------- | ------------------------ | --- | ----- | ----------------------- |
| 好萊塢電影獎              | 2016年11月6日  | 最佳男主角               | 湯姆·漢克斯 | 獲獎  | [ 94 ]                  |
| 華盛頓特區影評人協會獎    | 2016年12月5日  | 最佳剪輯                 | 布魯·穆雷（Blu Murray） | 提名  | [ 95 ]                  |
| 評論家選擇電影獎          | 2016年12月11日 | 最佳影片                 | 《薩利機長：哈德遜奇蹟》                                                                                                | 提名  | [ 96 ]                  |
| 評論家選擇電影獎          | 2016年12月11日 | 最佳男主角               | 湯姆·漢克斯 | 提名  | [ 96 ]                  |
| 評論家選擇電影獎          | 2016年12月11日 | 最佳改編劇本             | 陶德·柯馬爾尼茲基（Todd Komarnicki）                                                                                                   | 提名  | [ 96 ]                  |
| 評論家選擇電影獎          | 2016年12月11日 | 最佳剪輯                 | 布魯·穆雷 | 提名  | [ 96 ]                  |
| 舊金山影評人協會獎        | 2016年12月11日 | 最佳男主角               | 湯姆·漢克斯 | 提名  | [ 97 ] [ 98 ]           |
| 聖地牙哥影評人協會獎      | 2016年12月12日 | 最佳剪輯                 | 布魯·穆雷 | 獲獎  | [ 99 ] [ 100 ]          |
| 達拉斯—沃斯堡影評人協會獎 | 2016年12月13日 | 最佳男主角               | 湯姆·漢克斯 | 第5名 | [ 101 ]                 |
| 聖路易斯影評人協會獎      | 2016年12月18日 | 最佳男主角               | 湯姆·漢克斯 | 提名  | [ 102 ]                 |
| 女性電影記者聯盟獎        | 2016年12月21日 | 最佳男主角               | 湯姆·漢克斯 | 提名  | [ 103 ] [ 104 ]         |
| 棕櫚泉國際電影節          | 2017年1月2日   | 偶像獎                   | 湯姆·漢克斯 | 獲獎  | [ 105 ]                 |
| 電影旬報十佳獎            | 2017年1月10日  | 十佳外語電影             | 《薩利機長：哈德遜奇蹟》                                                                                                | 獲獎  | [ 106 ] [ 107 ]         |
| 全美民選獎                | 2017年1月18日  | 最受歡迎劇情類電影       | 《薩利機長：哈德遜奇蹟》                                                                                                | 提名  | [ 108 ]                 |
| 全美民選獎                | 2017年1月18日  | 最受歡迎劇情類電影男主角 | 湯姆·漢克斯 | 獲獎  | [ 108 ]                 |
| 每日電影獎                | 2017年1月19日  | 最佳國外電影             | 《薩利機長：哈德遜奇蹟》                                                                                                | 獲獎  | [ 109 ]                 |
| AARP電影獎                | 2017年2月6日   | 最佳電影                 | 《薩利機長：哈德遜奇蹟》                                                                                                | 提名  | [ 110 ]                 |
| AARP電影獎                | 2017年2月6日   | 最佳導演                 | 克林·伊斯威特 | 提名  | [ 110 ]                 |
| AARP電影獎                | 2017年2月6日   | 最佳男主角               | 湯姆·漢克斯 | 提名  | [ 110 ]                 |
| 視覺效果學會獎            | 2017年2月7日   | 最佳輔助視覺效果         | 馬克·柯蒂斯（Mark Curtis）、泰勒·凱爾（Tyler Kehl）、布萊恩·萊森（Bryan Litson）、麥可·歐文斯（Michael Owens）與史蒂芬·萊利（Steven Riley）                                       | 提名  | [ 111 ]                 |
| 攝影機操作員協會獎        | 2017年2月11日  | 年度最佳掌鏡——電影       | 史蒂芬·坎帕納利（Stephen Campanelli） | 提名  | [ 112 ]                 |
| 電影音效學會獎            | 2017年2月18日  | 最佳混音——真人電影       | 詹姆士·愛什渥（James Ashwill）、鮑比·費爾南德斯（Bobby Fernandez）、何塞·安東尼奧·加西亞（Jose Antonio Garcia）、湯瑪士·J·歐康納（Thomas J. O'Connell）、湯姆·奧贊尼奇（Tom Ozanich）與約翰·雷茨（John Reitz） | 提名  | [ 113 ]                 |
| 化妝師與髮型設計師協會獎  | 2017年2月19日  | 最佳髮型設計             | 帕特里夏·德哈尼（Patricia Dehaney）與何塞·薩莫拉（Jose Zamora）                                                                                    | 提名  | [ 114 ]                 |
| 金膠捲獎                  | 2017年2月19日  | 最佳對白                 | 艾倫·羅伯特·莫瑞、巴布·亞斯曼、雨果·翁（Hugo Weng）與凱蒂·伍德（Katy Wood）                                                               | 提名  | [ 115 ]                 |
| 衛星獎                    | 2017年2月19日  | 最佳男主角               | 湯姆·漢克斯 | 提名  | [ 116 ] [ 117 ]         |
| 衛星獎                    | 2017年2月19日  | 最佳改編劇本             | 陶德·柯馬爾尼茲基 | 提名  | [ 116 ] [ 117 ]         |
| 衛星獎                    | 2017年2月19日  | 最佳視覺效果             | 麥可·歐文斯、馬克·柯蒂斯、布萊恩·萊森與珍·達柏克（Jan Dubberke）                                                                    | 提名  | [ 116 ] [ 117 ]         |
| 奧斯卡金像獎              | 2017年2月26日  | 最佳音效剪輯             | 艾倫·勞勃·莫瑞與巴布·亞斯曼                                                                                             | 提名  | [ 118 ] [ 119 ] [ 120 ] |
| 日本電影金像獎            | 2017年3月3日   | 最優秀外國作品           | 《薩利機長：哈德遜奇蹟》                                                                                                | 獲獎  | [ 121 ] [ 122 ]         |
| 金預告獎                  | 2017年6月6日   | 最佳音效剪輯——電視預告片 | 華納兄弟 | 獲獎  | [ 123 ] [ 124 ]         |
| 金預告獎                  | 2017年6月6日   | 最原創的電視預告片       | 華納兄弟 | 獲獎  | [ 123 ] [ 124 ]         |

## 家庭媒體
《薩利機長：哈德遜奇蹟》的數位HD版本於2016年12月9日由華納家庭娛樂發行，而DVD及藍光光碟則於12月20日推出。在美國，《薩利機長：哈德遜奇蹟》的DVD於發行首週賣出約43萬份，而藍光光碟則賣出約30萬份。截至2020年7月，該片已在家庭媒體方面收穫了約2,818萬美元的收益。

## 爭議與歷史偏差

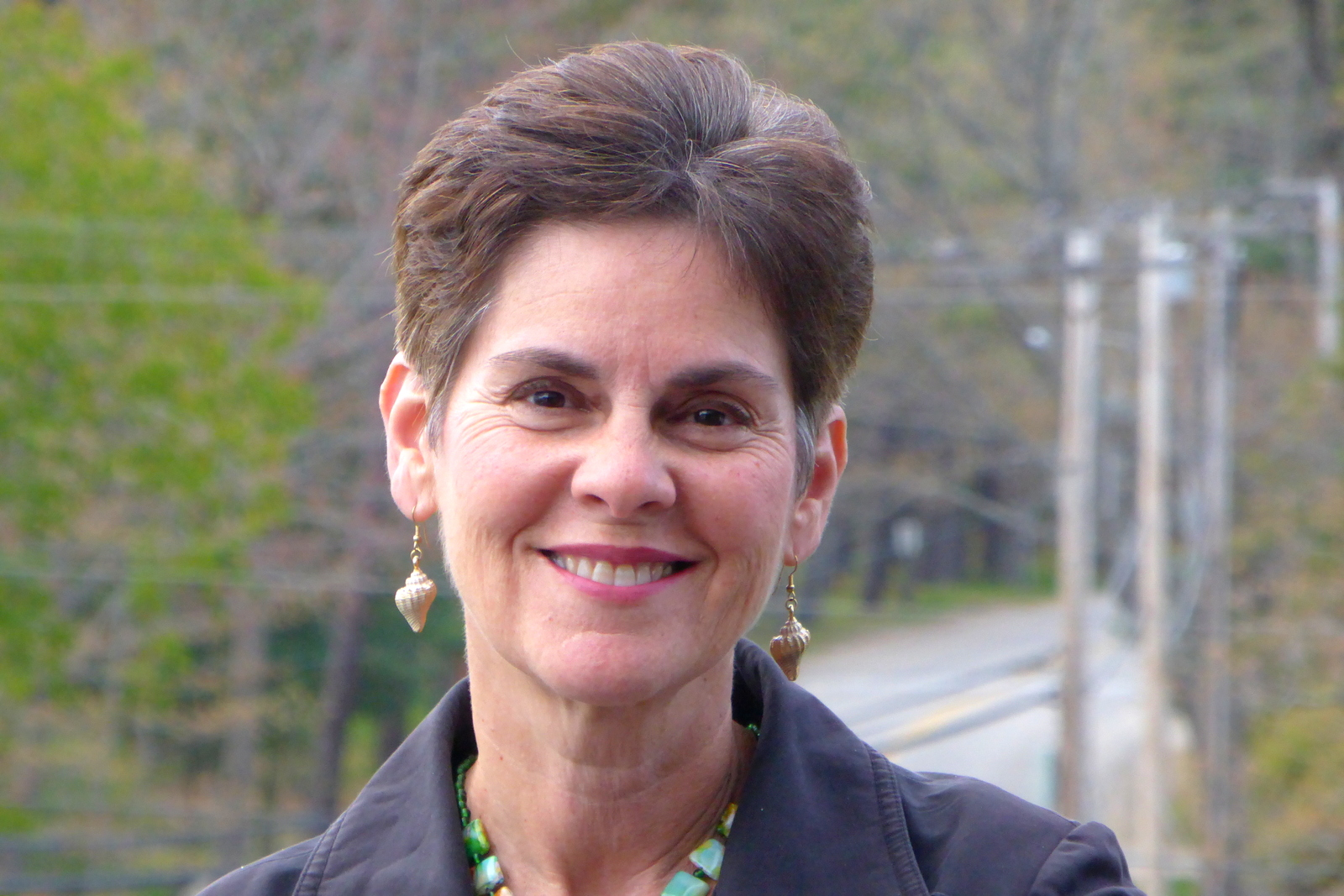
克莉絲汀·納格羅尼指稱《薩利機長：哈德遜奇蹟》「對調查的描述偏離了官方的紀錄」

《薩利機長：哈德遜奇蹟》對國家運輸安全委員會（NTSB）的描述引發了爭議。在電影上映後，NTSB的人員表示，他們不滿片中對他們的描寫。克莉絲汀·納格羅尼在《紐約時報》上寫道，「電影對調查的描述偏離了官方的紀錄」，並指稱該片描述調查人員「違反航空事故調查的協定」且「不知變通」。NTSB的調查人員約翰·巴爾札諾（John Balzano）對此描述表達不滿，稱調查人員「根本沒有為難任何人」。前NTSB調查人員表示，他擔心觀眾會將其視為「政府無能」的證據。雖然在電影中，模擬器顯示，飛機應該在機場降落；但在實際的公開聽證會上，NTSB的調查人員勞勃·班森（Robert Benzon）表示，「這些模擬器顯示，飛返拉瓜地亞機場降落或飛往泰特伯勒機場降落是相當冒險的決定」。該片上映後，班森說：「我不知道為什麼編劇和導演選擇把NTSB的人員扭曲成這個與事實不同的樣子」，認為該片「可能不利於航空安全」。華納兄弟對此發表了評論，但未得到回覆。
湯姆·漢克斯告訴美聯社，蘇倫柏格在看過了劇本初稿後，要求修改劇本，移除當中NTSB调查人员的真实姓名。據漢克的說法，蘇倫柏格認為現實生活中的調查人員「不是檢察官」，而將他們扯進這個將NTSB調查寫得「更像控告程序」的故事中是不公平的。全美航空1549號班機的駕駛艙錄音顯示，蘇倫柏格在起飛前用手機打了一通短暫的電話。這通電話受到調查，因為滑行時禁止使用手機。雖然如此，調查人員並未發現任何電話影響到航班的跡象。然而，片中完全沒有提及此事。另一方面，與該片不同的是，蘇倫柏格本人在事後從未對自己的決定感到懷疑。

## 相關事件
包含美國航空公司和英國航空公司在內的幾家主要航空公司不願在飛機上放映《薩利機長：哈德遜奇蹟》，美國航空公司表示，「我們覺得這部片可能會讓機上乘客感到不安」，而英國航空公司的發言人則說道「我們不放映那些劇情會讓乘客不安的電影」。不同於其他航空公司，維珍航空選擇在2017年1月放映該片。維珍航空表示，「安全始終是我們的第一任務，於是我們透過放映該片來表揚機組人員的精湛技術和貢獻」。

## 外部連結
- 官方网站
- 互联网电影数据库（IMDb）上《薩利機長：哈德遜奇蹟》的资料（英文）
- AllMovie上《薩利機長：哈德遜奇蹟》的资料（英文）
- 豆瓣电影上《薩利機長：哈德遜奇蹟》的資料 （简体中文）
- 爛番茄上《薩利機長：哈德遜奇蹟》的資料（英文）
- Box Office Mojo上《薩利機長：哈德遜奇蹟》的資料（英文）
- Metacritic上《薩利機長：哈德遜奇蹟》的資料（英文）